# パリ市名誉市民の一覧
パリ市名誉市民 (パリしめいよしみん; Citoyens d'honneur de la Ville de Paris) は、基本的自由のための闘いを称え、かつ、称号授与者を保護することを目的とする称号である。授与者の決定はパリ議会が行い、決定に至るまでの議論と決議はパリ市公式ウェブサイトで公開される。

## 称号授与者一覧
| 年   | 授与者 | 活動 |
| ---- | ------ | --- |
| 2001 |        | ムミア・アブ＝ジャマール アメリカ合衆国 警察官を殺害したとして死刑判決を受けた政治運動家、ジャーナリスト。 |
| 2002 |        | イングリッド・ベタンクール コロンビア フランス · コロンビアの政治家。コロンビア革命軍 (FARC) に誘拐され、6年半の捕虜生活の後、2008年にコロンビア国軍によって解放された。                                                                          |
| 2003 |        | ユーリ・バンダジェフスキー ロシア ロシアの医師・病理解剖学者。チェルノブイリ原子力発電所事故の影響に関する調査を行った。 |
| 2004 |        | アウンサンスーチー ミャンマー 【2018年、剥奪】 ミャンマーにおける非暴力民主化運動の指導者。2018年12月、パリ議会は、アウンサンスーチーが指導者としてロヒンギャに対する暴力・虐殺に対応しなかったとして、パリ市名誉市民の称号の取消を決定した。     |
| 2005 |        | ハウワ・イブラヒム ナイジェリア ナイジェリアの弁護士・人権活動家。2005年、サハロフ賞受賞。特に、ナイジェリアでイスラム法（シャリーア）により石打ちによる死刑宣告を受けた女性たちのために闘った。                                                  |
| 2008 |        | 胡佳 中華人民共和国 中華人民共和国の民主化運動家。 |
| 2008 |        | ダライ・ラマ14世 中華人民共和国 チベット チベット文化の保護とチベット民族の結束に貢献した。 |
| 2008 |        | タスリマ・ナスリン バングラデシュ バングラデシュの作家、フェミニスト、人権活動家。イスラム法（シャリーア）を批判し、女性の抑圧を告発。イスラム過激派による死刑宣告により、亡命生活を余儀なくされながらも、女性の権利と表現の自由のために闘った。  |
| 2008 |        | ギルアド・シャリート イスラエル フランス イスラエル国防軍の兵士。拘束中の パレスチナ人テロリストの解放を要求するテロ組織によって誘拐、2011年まで5年半にわたって監禁された。                                                                       |
| 2010 |        | シーリーン・エバーディー イラン イランの弁護士で、人権活動家、民主運動家。2003年、ノーベル平和賞受賞。 |
| 2011 |        | ジャファール・パナヒ イラン イランの映画監督。イランの体制批判などにより逮捕。20年にわたって映画製作を禁止されたり、出国を余儀なくされたりしながら表現の自由のために闘った。                                                                      |
| 2011 |        | ラオニ・メティクティア ブラジル 先住民カヤポ族の首長。アマゾン熱帯雨林保護のために闘い、ブラジル政府や世界の環境保護活動団体に対する働きかけにより、18万平方km²の地域が国立公園に指定され、保護されることになった。                               |
| 2012 |        | アレス・ビアリアツキ ベラルーシ · ベラルーシの人権擁護活動家、ビアスナ人権センター所長。2011年に逮捕され、4年半の拘禁刑を受けた。彼の拘禁は人権を擁護する彼の活動を妨害することが目的であるとされる。                                             |
| 2013 |        | ネルソン・マンデラ 南アフリカ共和国 南アフリカ共和国の政治家、弁護士。反アパルトヘイト運動に身を投じ、国家反逆罪で終身刑の判決を受けた。27年間に及ぶ獄中生活の後、1990年に釈放。                                                                  |
| 2015 |        | 『シャルリー・エブド』 フランス フランスの風刺新聞。2015年1月7日のシャルリー・エブド襲撃事件で、風刺画家5人を含む12人がイスラム過激派に殺害された。10年近くにわたってイスラム過激派による脅迫を受けながらも表現の自由・報道の自由のために闘った。 |
| 2015 |        | アーシア・ビビ パキスタン パキスタンの女性キリスト教徒。イスラムの預言者を侮辱したとして死刑判決を受け、上訴はすべて却下された。2018年10月31日、パキスタン最高裁が無罪判決を下した（アーシア・ビビ事件）。                                        |
| 2016 |        | ジャン・デュンダル トルコ トルコのジャーナリスト、『ジュムフリイェト』紙の元編集長。政教分離を訴え、エルドアン政権を批判。ドイツに亡命中。 |
| 2016 |        | 生物多様性 個人・団体ではなく「生物多様性」という概念に対して、意識啓発のために、かつ、称号授与者である「生物多様性」を保護するために、パリ市名誉市民の称号を与える。                                                                             |
| 2018 |        | ナビール・ラジャブ バーレーン 人権活動家。バーレーン人権センター代表。体制批判やデモ活動により有罪判決を受けた。 |
| 2018 |        | ムハマド・ユヌス バングラデシュ バングラデシュの経済学者、実業家。グラミン銀行の創設者、マイクロクレジットの創始者。2006年ノーベル平和賞受賞。 |
| 2018 |        | オレグ・センツォフ ウクライナ · ウクライナの映画監督。2018年現在、ロシアにて収監中。クリミアでのテロ攻撃を計画したとして禁錮20年の実刑判決を言い渡された。同年、サハロフ賞受賞。                                                                  |
| 2019 |        | ルイス・イナシオ・ルーラ・ダ・シルヴァ ブラジル ブラジルの第35代大統領（在任：2003年 - 2011年）。ブラジルにおける「社会的・経済的不平等」の軽減のための取り組みに対して。                                                                         |

## 参考資料
- LES CITOYENS D’HONNEUR DE LA VILLE DE PARIS